# Floreana-szigeti csúfolórigó
A Floreana-szigeti csúfolórigó (Mimus trifasciatus) a madarak osztályának a verébalakúak (Passeriformes) rendjéhez és a gezerigófélék (Mimidae) családjához tartozó faj.

## Rendszerezése
A fajt John Gould angol ornitológus írta le 1837-ben, az Orpheus nembe Orpheus trifasciatus néven. Sorolták a Nesomimus nembe Nesomimus trifasciatus néven is.

## Előfordulása
Ecuadorhoz tartozó Galápagos-szigetek egyikén Floreana szigetén honos. Természetes élőhelyei a szubtrópusi vagy trópusi száraz cserjések. Állandó, nem vonuló faj.

## Megjelenése
Testhossza 26 centiméter.

## Életmódja
Mindenevő, de főleg ízeltlábúak táplálkozik.

## Természetvédelmi helyzete
Az elterjedési területe nagyon kicsi, egyedszáma 250-999 példány közötti, viszont stabil. A Természetvédelmi Világszövetség Vörös listáján veszélyeztetett fajként szerepel.
Floreana szigetén 1832-ben kezdődött meg az emberek letelepedése. Az emberek által behozott emlős ragadozók - elvadult kutyák és macskák - miatt a faj 50 éven belül Floreana szigetéről kihalt, csak környékbeli apró, lakatlan szigeten maradt fenn, Champion és Gardner szigetén.
Később Floreana szigetére is újból visszatelepítették, de egyedszáma ott az emlős ragadozók miatti predációs hatások miatt ma is kisebb, mint a másik kettő szigeten.